# Samtökin '78
Samtökin '78 – założona w 1978 r. islandzka organizacja walcząca o prawa osób LGBT (lesbijek, gejów, biseksualistów i osób transgenderycznych).

## Działalność
Celem organizacji jest zapewnienie pomocy psychologicznej, informacji medycznych i prawnych oraz organizowanie grup wsparcia dla osób LGBT na terenie Isladii. Samtökin 78 jest członkiem założycielem komitetu organizacyjnego Reykjavik Gay Pride – odbywającej się od 1999 r. parady równości w Reykjavíku.